# Инстинкт за отмъщение
„Инстинкт за отмъщение“ (на английски: Illegal Tender) е щатски криминален трилър от 2007 г., написан и режисиран от Франк Рейес и във филма участват Рик Гонзалес, Ванда Де Джисус и Даня Рамирес.